# Benedito da Silva
Benedito da Silva, mais conhecido como Bené (Dados relativos à nascimento indisponíveis — Itaboraí, 28 de janeiro de 2003) foi um levantador e treinador de voleibol brasileiro, que marcou época no esporte nacional.

## Carreira

### Como jogador
Bené atuou como levantador, entre as décadas de 1940 e 1950.

### Como treinador
Praticamente toda a carreira de Bené resume-se ao setor de voleibol masculino do Fluminense, clube no qual o treinador revelou grandes nomes do vôlei brasileiro, dentre os quais estão: Bernard Rajzman, Badalhoca, Fernandão, Bernardinho — esses quatro que, aliás, compuseram o elenco denominado de "Geração de Prata", que foi vice-campeão nas Olimpíadas de 1984, em Los Angeles, Estados Unidos —, além de muitos outros nomes não muito conhecidos, como o do agora treinador Carlos Augusto de Almeida, também conhecido como "Chiquita" — apelido este que, segundo o próprio Carlos Augusto, foi dado por Bené ainda nas divisões de base do Fluminense, em meados de 1973.
Antes do Fluminense, Bené havia trabalhado na categoria mirim do Botafogo, onde Bernardinho, ainda nos seus primeiros passos no esporte que o consagrou, foi convidado por um amigo para realizar testes e, logo depois, transferiu-se, quase que no mesmo período que Bené, para as Laranjeiras. Porém, profissionalmente, o primeiro técnico de Bernardinho foi mesmo Bené, só que já atuando no Fluminense.
Bené também sempre fez questão de manifestar que era torcedor fanático do Fluminense.

## Fama de folclórico
Bené sempre foi muito identificado por não ter papas na língua, não suportar alongamentos, metodologias ou treinadores diplomados, e por utilizar-se de palavrões fortes e bordões durante seus treinamentos.
Para "Seu Bené", como os mais jovens da época o chamavam, alongar não era importante; sua única metodologia se resumia em colocar os atletas na quadra e dar instruções aos berros e xingamentos; técnicos diplomados ou condecorados, para ele, significavam perda de tempo em quadra.
Chamava a bola carinhosamente de "menina", e designava os meninos por ele treinados desde as divisões de base do Fluminense como "beneditinos".

## Morte
Ainda no fim do ano de 2002, Bené foi internado no Hospital Municipal de Itaboraí, por conta de problemas no coração. No final de janeiro de 2003, mais precisamente na manhã do dia 28, uma terça-feira, Bené não resistiu às complicações cardíacas, e faleceu.
Seu enterro foi realizado na tarde desse mesmo dia, às 17h, no Memorial do Carmo, no Caju, na Zona Portuária do Rio.

## Homenagens
Em meados da década de 2000, em Realengo, na Zona Oeste Fluminense, o professor de vôlei Élcio Alves deu vida ao Núcleo Bené de Vôlei (NBV), que trabalha o esporte com jovens do próprio Realengo, além de regiões como Campo Grande, Vila Vintém e Bento Ribeiro. Segundo o professor Élcio, o núcleo leva o nome de Bené porque ele foi seu treinador, e que o ajudou muito em sua vida e também no desenvolvimento do voleibol brasileiro. Do núcleo realenguense, já saíram e continuam saindo talentos para as grandes e médias equipes de vôlei cariocas.
O escritor Sérgio Dantas também declarou sua admiração por Bené, expressada no livro Bené - A Saga de um Obstinado.
Também através de um livro, o eterno aluno de Bené, Bernardinho, demonstrou seu carinho pelo técnico.
No final do mês de agosto de 2007, o Departamento de Esportes Olímpicos do Fluminense também decidiu prestar uma homenagem ao eterno "Mestre Bené", colocando uma placa com seu nome na entrada do Ginásio João Coelho Netto.